# Рамкалаван, Уовел
Уовел Рамкалаван (фр. Wavel Ramkalawan; род. 15 марта 1961, Маэ, Inner Islands) — государственный и политический деятель Сейшельских Островов.

## Биография
Родился на Маэ, крупнейшем из островов Сейшельского архипелага, в семье скромного достатка, был самым младшим из троих детей. Его дед был родом из индийского штата Бихара. Отец работал жестянщиком, а мать — учителем. Начальное и среднее образование получил в Сейшельском колледже, элитной школе для мальчиков. В 1985 году был рукоположен в священники после окончания «St Paul’s Theological College» на Маврикии, а затем продолжил обучение богословию в Бирмингемском университете. Вернувшись на Сейшельские острова работал в нескольких приходах, дослужившись до должности настоятеля храма Святого Спасителя.
Работа священником в итоге привела его в политику: благодаря своей деятельности контактировал со многими людьми, которые подвергались политическим репрессиям, а также нарушениям человеческих и гражданских свобод со стороны власти. В то время католическая и англиканская церкви были единственными учреждениями, которые могли общаться с людьми по социальным вопросам; им было разрешено затрагивать эти темы в проповедях во время еженедельных служб, которые транслировались в воскресенье.
В 1990 году Уовел Рамкалаван произнес проповедь, транслировавшуюся по национальной радиостанции «Seychelles Broadcasting Corporation», во время которой подверг сомнению деятельность однопартийного правительства и выступил за большую свободу, уважение прав человека и соблюдение верховенства закона в стране. Хотя радиотрансляция была прекращена, он продолжил распространять копии проповедей с критикой правительства. В 1991 году, ещё будучи священником, присоединился к другим диссидентам Роджеру Мансьену и Жан-Франсуа Феррари, чтобы сформировать подпольную организацию «Parti Seselwa» и стал её первым лидером.

## Политическая деятельность
Когда в 1992 году правительство, столкнувшись с внутренним и международным давлением, вернуло страну к многопартийной демократии, а «Parti Seselwa» стала первой зарегистрированной оппозиционной политической партией. «Parti Seselwa» участвовала в выборах в конституционную комиссию 1992 года и набрала только 4 % голосов избирателей, и не была представлена в комиссии. В 1993 году после принятия новой конституции две другие оппозиционные партии присоединились к «Parti Seselwa», чтобы сформировать Объединённую оппозицию и принять участие во всеобщих выборах. Объединённая оппозиция получила 9 % голосов избирателей, что позволило ей назначить одного человека (Уовела Рамкалавана) в Национальную ассамблею.
В 1998 году был во главе партии во время всеобщих выборах на Сейшельских Островах. Партия набрала 27 % голосов избирателей по всей стране и увеличила число представителей в Национальной ассамблее до трёх, обойдя Сейшельскую демократическую партию бывшего президента Джеймса Мэнчема на третьем месте. Уовел Рамкалаван стал первым прямым избранным членом партии в Национальной ассамблее, выиграв на избирательном округе в Сент-Луисе, который с тех пор стал постоянно представлять. Кроме того, сменил Джеймса Манчема на посту лидера оппозиции, который занимал до 2020 года.
В 2001 году на президентских выборах набрал 45 % голосов, а его конкурент Франс-Альбер Рене набрал 54 % голосов избирателей. В 2002 году возглавил Сейшельскую национальную партию на парламентских выборах в Национальную ассамблею. Партия увеличила представительство в Национальной ассамблее с одного члена избираемого прямым голосованием до семи и с двух пропорционально избранных членов до четырех.
В 2005 году сделал перерыв в исполнении обязанностей священнослужителя, чтобы полностью посвятить себя политической жизни, так как считал этот период времени решающим и важным моментом в жизни страны. Однако проиграл Джеймсу Аликсу Мишелю на президентских выборах 2006 и 2011 годов. Наряду с другими крупными оппозиционными партиями — бойкотировал парламентские выборы 2011 года.
На президентских выборах 2015 года Уовел Рамкалаван и Джеймс Аликс Мишель вышли во второй тур, который стал первым в истории вторым туром президентских выборов на Сейшельских Островах. Уовел Рамкалаван проиграл своему оппоненту, набрав 49,85 % голосов и с разницей в 193 голоса. Его кандидатуру во втором туре президентских выборов поддержала первая в истории государства женщина-кандидат Алексия Эймсбери.
На всеобщих выборах 2020 года одержал победу над действующим президентом Дэнни Фором. По данным избирательной комиссии, набрал 54,9 % голосов избирателей. Выборы ознаменовали собой первую мирную передачу власти с момента обретения независимости Сейшельскими Островами в 1976 году.